# Freiwillige Jäger
Freiwillige Jäger waren Angehörige der 1813 in Preußen gebildeten Jäger-Detachements, die als Teil der Linientruppen in selbstbeschaffter Uniform an den Befreiungskriegen teilnahmen. In Bayern, Mecklenburg, Kurhessen und anderen deutschen Staaten gab es ähnliche Truppenteile der Freikorps.

## Preußen

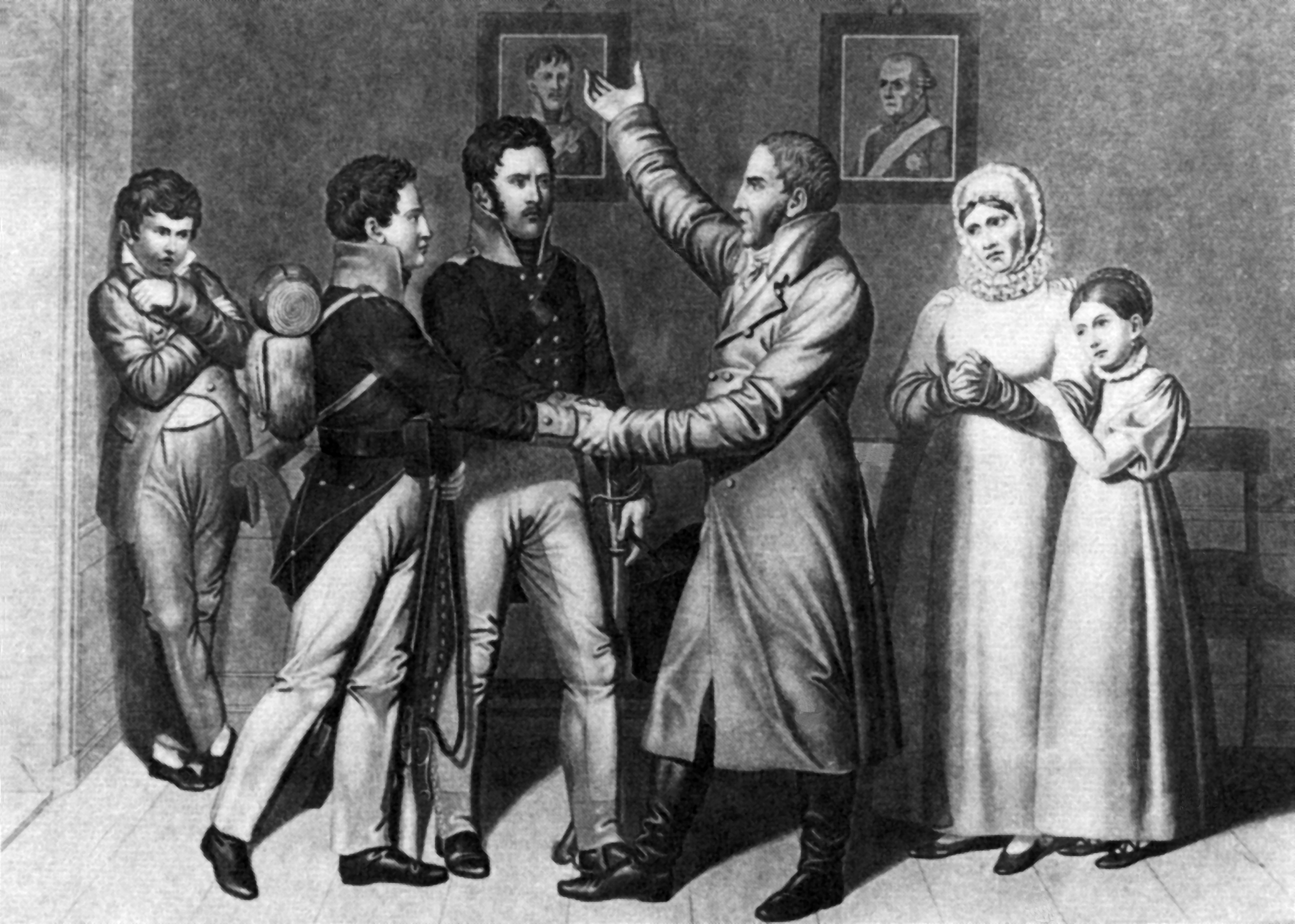
Abschied zweier freiwilliger Jäger (1813)

Der preußische Reformer Gerhard von Scharnhorst hatte bereits in seiner Denkschrift vom 8. März 1809 vorgeschlagen, im Kriegsfall die Armee durch Jägerkompanien aus Freiwilligen mit eigener Ausrüstung und Bewaffnung zu vermehren. Dazu erließ die preußische Regierung am 3. Februar 1813 die „Bekanntmachung in Betreff der zu errichtenden Jägerdetachements“. Damit sollte vor allem bürgerlichen Freiwilligenbewerbern der Eintritt in die Armee und eine Basis für den Offiziersersatz während des Krieges geschaffen werden. Die Verordnung verfügte, dass bei jedem Infanteriebataillon und Kavallerieregiment ein Jägerdetachement aus Freiwilligen in Kompanie- bzw. Eskadronstärke zu bilden sei. Aufgerufen zum Eintritt waren die von der gerade eingeführten Wehrpflicht befreiten Männer zwischen 17 und 24 Jahren, die sich auf eigene Kosten einkleideten, ausrüsteten und beritten machen konnten. Sie konnten ihr Regiment und nach dreimonatiger Dienstzeit auch ihre Offiziere und Unteroffiziere aus den eigenen Reihen wählen. Die freiwilligen Jäger trugen in der Regel die Uniform des Regiments, dem sie detachiert waren, jedoch war der Rock von dunkelgrüner Grundfarbe mit den Besatzfarben und sonstigen Abzeichen ihres Regiments. Als Kopfbedeckung diente überall der Tschako, auch wenn wie bei den Kürassier-Regimentern eigentlich ein Helm getragen wurde. Das Regiment der Gardes du Corps hatte statt des Jäger-Detachements eine Garde-Volontär-Kosaken-Eskadron, die dunkelblaue Uniformen russischen Stils trug. Insbesondere bei der Kavallerie wurde statt des Rocks auch die Litewka getragen. Bei den Husaren, die etatmäßig mit Dolman und Pelz ausgestattet waren, trugen die Jäger manchmal auch diese Kleidungsstücke. Im Hinblick auf die Improvisiertheit dieser Einheiten und die überwiegend privat beschafften Uniformteile entsprach der Grad an Uniformität selten dem, der vom preußischen Heer üblicherweise erwartet wurde. Die Waffen erhielten sie größtenteils gestellt. In Bezug auf Besoldung und Militärgerichtsbarkeit waren diese Jäger den regulären Truppen gleichgestellt, jedoch ausdrücklich vom Garnisonsdienst sowie Arbeits-, Transport- und Bagagekommandos befreit. Die freiwilligen Jäger dienten hauptsächlich als Aufklärer und bei der Infanterie auch als Plänkler. Zugleich waren sie Personalreserve für die Besetzung von Offiziers- und Unteroffiziersstellen in Linientruppen und Landwehr, wodurch das bürgerliche Element im preußischen Offizierskorps gestärkt wurde. Der Zulauf war relativ groß, wobei Freiwillige auch von Städten und Gemeinden ausgerüstet wurden. Bis Ende Mai 1813 standen allein bei der Kavallerie rund 7.000 Mann unter Waffen. Ein Jäger-Detachement zählte im Durchschnitt bei der Infanterie 100 bis 150, bei der Kavallerie 60 bis 80 Mann. Bei der Artillerie und den Pionieren wurden keine Detachements formiert, so dass nur wenige Freiwillige dort dienten. Die ersten Freiwilligen Jäger nahmen bereits am Frühjahrsfeldzug 1813 teil und wurden nach der ersten Abdankung Napoleons durch königliche Verfügung im Mai 1814 aufgelöst. Sie waren das Vorbild für das mit dem preußischen Kriegsgesetz vom 3. September 1814 geschaffene Dienstverhältnis des Einjährig-Freiwilligen.
Bei den Freiwillige Jägern traten auch erstmals Juden als Kombattanten in die preußische Armee ein. Beim Preußischen Judenedikt von 1812 war bei der Gewährung gleicher Rechte der Militärdienst ausgenommen. Friedrich Wilhelm III. sah die Juden nicht gern in seiner Armee und nahm den Loskauf von der Militärpflicht mehrerer Kreise gerne an. Trotzdem meldeten sich 1813 auch Juden zu den freiwilligen Jägern, wurden anfangs aber zurückgewiesen, da keine entsprechenden Befehle vorlagen. Aber schon Ende Februar entschied man sich, jüdische Freiwillige grundsätzlich anzunehmen, jedoch gaben sich viele von ihnen aber gar nicht zu erkennen. Eine Studie von Martin Philippson versuchte, jüdische Freiwillige zu erfassen, und führt über 400 namentlich auf, von denen einige mit dem Eisernen Kreuz ausgezeichnet sowie zu Offizieren befördert worden waren. Sie alle verließen nach dem Krieg die Armee mit Ausnahme von Meno Burg, der auf Eingreifen des Prinzen August an der Artillerie-Schule Major und Dozent werden konnte. Ausgeschlossen wurden Juden trotz der am 3. Februar 1813 geänderten Gesetzgebung weiterhin für die Besetzung von Stellen im Staatsdienst, nach der ehemalige freiwillige Jäger bevorzugt Berücksichtigung finden konnten.

## Andere deutsche Staaten
Andere deutsche Staaten stellten zu dieser Zeit ähnliche Truppenteile auf, teils als Detachements der Linientruppen, teils als selbständige Verbände.
Nach den schweren Verlusten der bayerischen Armee im Russlandfeldzug führte ein königlicher Aufruf zur Bildung diverser Freiwilligenverbände, darunter ein Corps Freiwilliger Jäger. Auch diese waren Selbsteinkleider, erhielten jedoch für die Uniform eine Entschädigung von 30 Gulden. Ihr grüner Uniformrock hatte gelbe Kragen und Knöpfe, die lange grünen Hose eine breite gelbe Biese. Statt des üblichen bayerischen Raupenhelmes wurde ein Tschako mit gelbmetallenen Beschlägen und gelbem Behang getragen. Der Behang war bei Karabinerkompanien (Scharfschützen mit Stutzen) grün und bei Grenadierkompanien rot, dazu hohe Tschakostutze und wollene Fransenepauletten in den gleichen Farben.
Das Kurfürstentum Hessen stellte freiwillige Jäger zu Fuß und zu Pferd nach preußischem Vorbild auf. Das neuaufgestellte Mecklenburg-Strelitzische Husaren-Regiment erhielt ein Jäger-Detachement. Das Bremer Freiwilligenbataillon hatte eine Jägerkompanie. Mecklenburg-Schwerin stellte je ein selbständiges Regiment Freiwilliger Jäger zu Fuß und zu Pferd auf, das Großherzogtum Würzburg ein Corps Freiwilliger Jäger zu Fuß in Bataillonsstärke. Sachsen-Weimar stellte zusammen mit Sachsen-Gotha ein kleines Corps mit Abteilungen zu Fuß zu Pferd auf, ebenso das Großherzogtum Frankfurt.

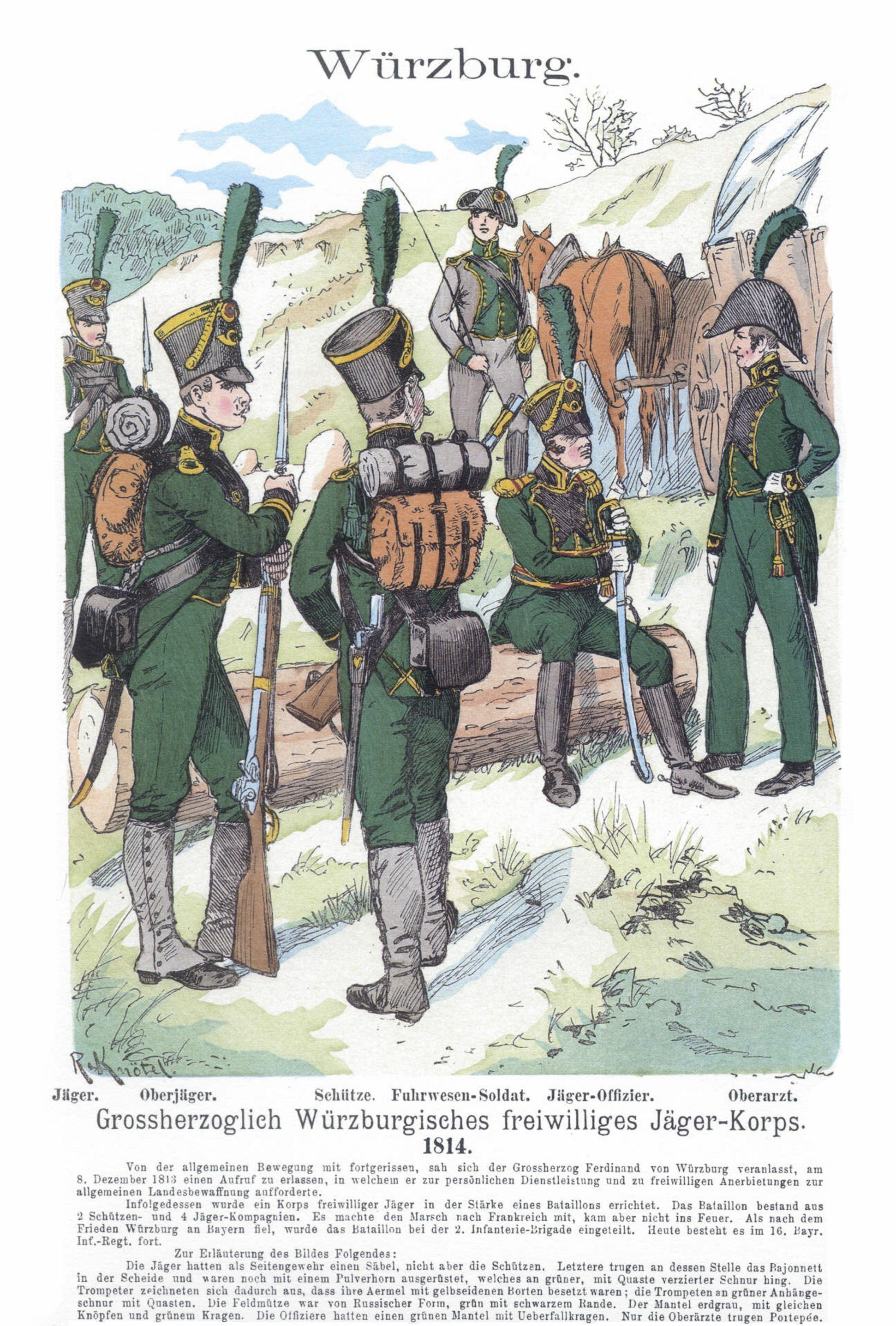
Großherzogtum Würzburg
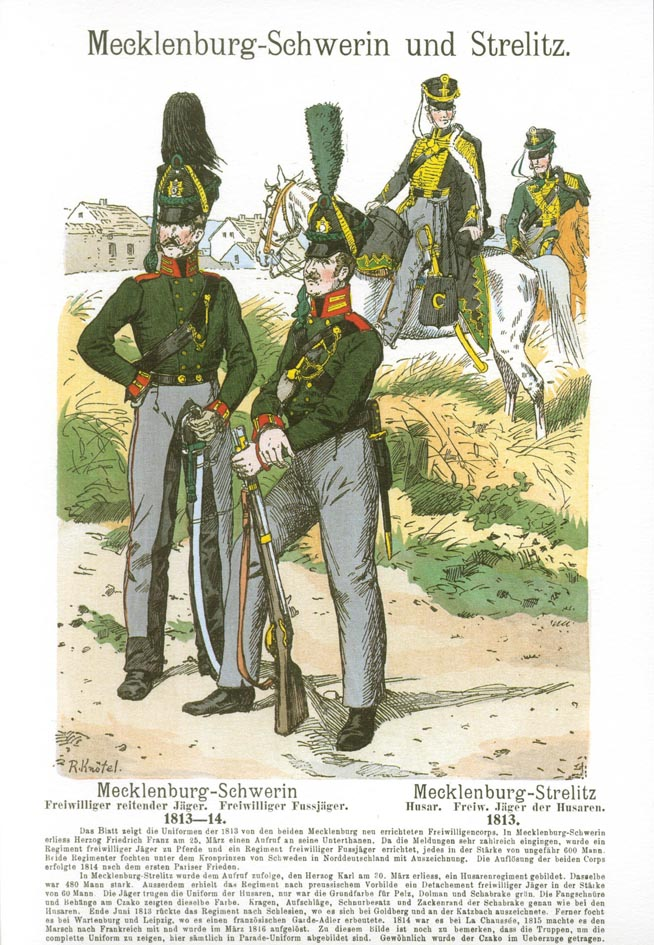
Mecklenburg-Strelitz und Mecklenburg-Schwerin
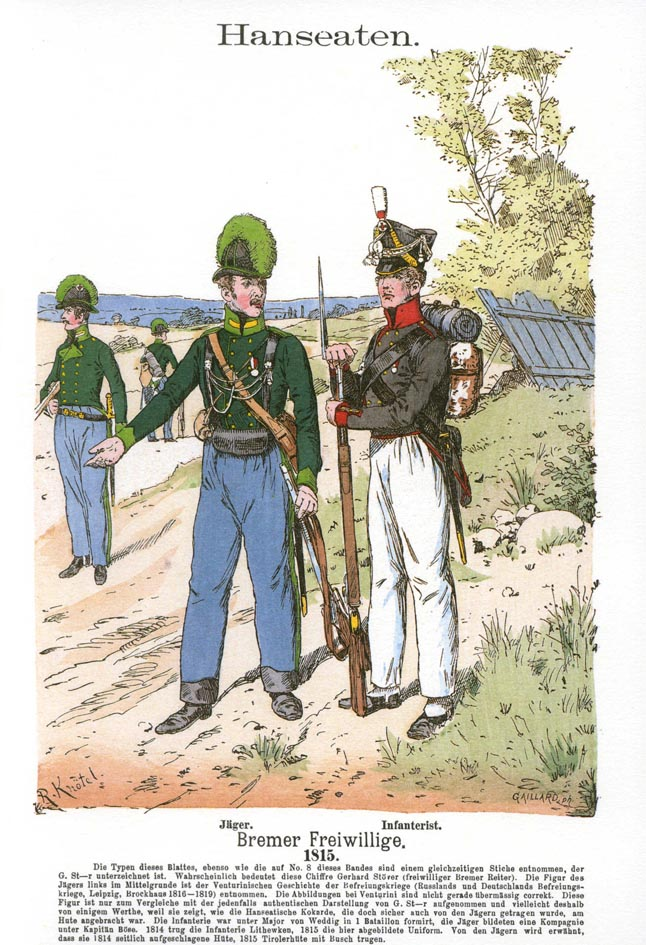
Bremen
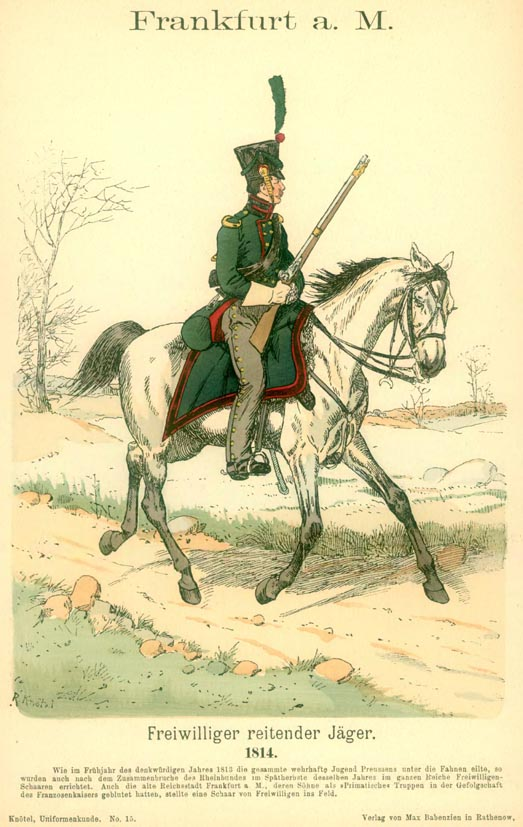
Großherzogtum Frankfurt